# Idiops versicolor
Idiops versicolor är en spindelart som först beskrevs av William Frederick Purcell 1903.  Idiops versicolor ingår i släktet Idiops och familjen Idiopidae. Inga underarter finns listade i Catalogue of Life.